# Baron Aberdare

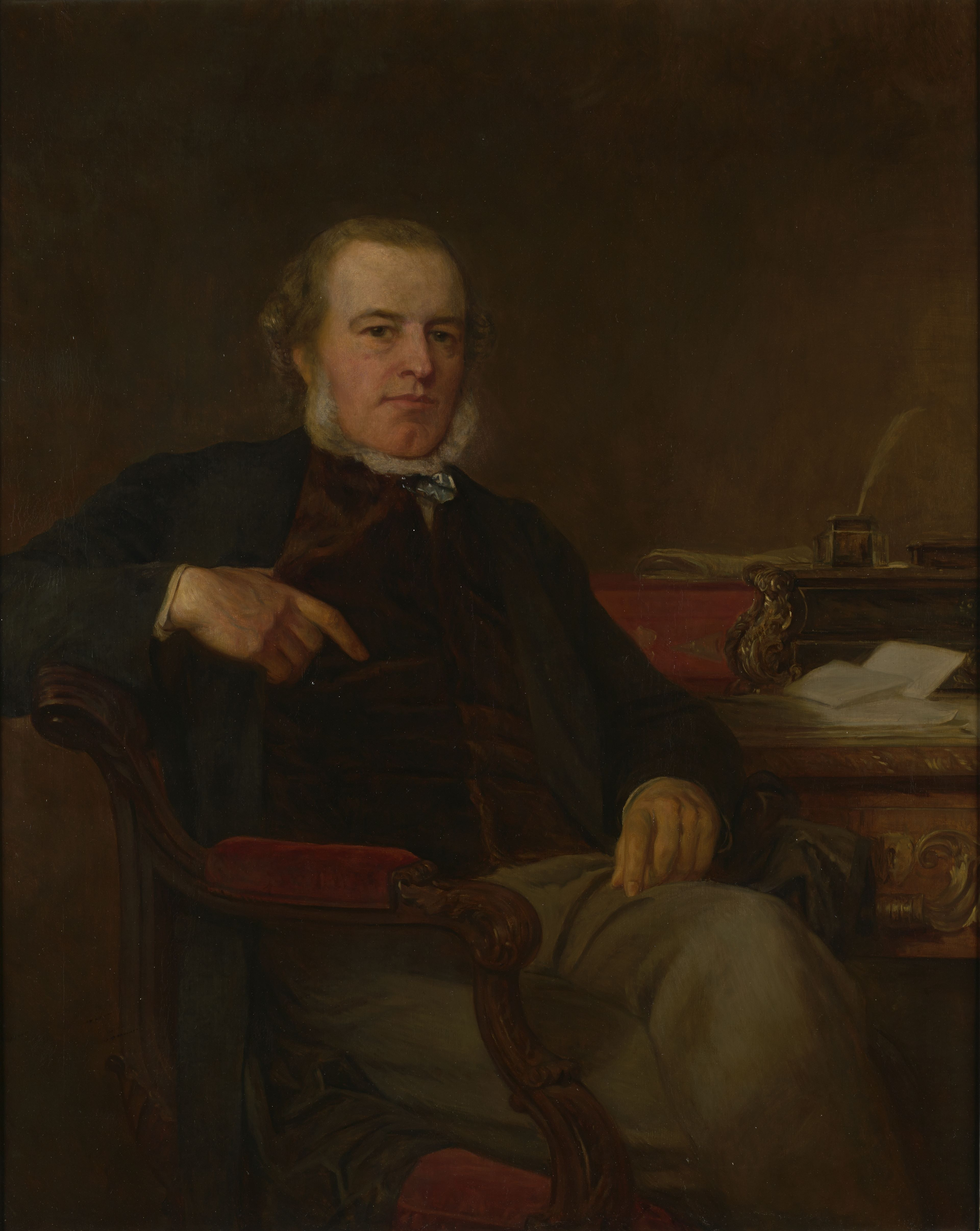
Henry Bruce, 1. Baron Aberdare

Wappen der Barone Aberdare

Baron Aberdare, of Duffryn in the County of Glamorgan, ist ein erblicher britischer Adelstitel in der Peerage of the United Kingdom.

## Verleihung
Der Titel wurde am 23. August 1873 für den britischen Politiker Henry Austin Bruce geschaffen. Dieser war seit mehr als 20 Jahren Mitglied des House of Commons und zuletzt Innenminister gewesen. Nach der Erhebung in den Adelsstand wurde er Lord President of the Council.

## Liste der Barone Aberdare (1873)
- Henry Austin Bruce, 1. Baron Aberdare (1815–1895)
- Henry Campbell Bruce, 2. Baron Aberdare (1851–1914)
- Clarence Napier Bruce, 3. Baron Aberdare (1885–1957)
- Morys George Lyndhurst Bruce, 4. Baron Aberdare (1919–2005)
- Alastair John Lyndhurst Bruce, 5. Baron Aberdare (* 1947)

Titelerbe (Heir apparent) ist der Sohn des jetzigen Barons, Hector Morys Napier Bruce (* 1974).